# Tabebuia berteroi
Tabebuia berteroi là một loài thực vật có hoa trong họ Chùm ớt. Loài này được (DC.) Britton miêu tả khoa học đầu tiên năm 1915.